# Yaps and Yokels
Yaps and Yokels er en amerikansk stumfilm fra 1919 af Noel M. Smith.

## Medvirkende
- Jimmy Aubrey som James
- Oliver Hardy
- Richard Smith